# 제임스 데일리

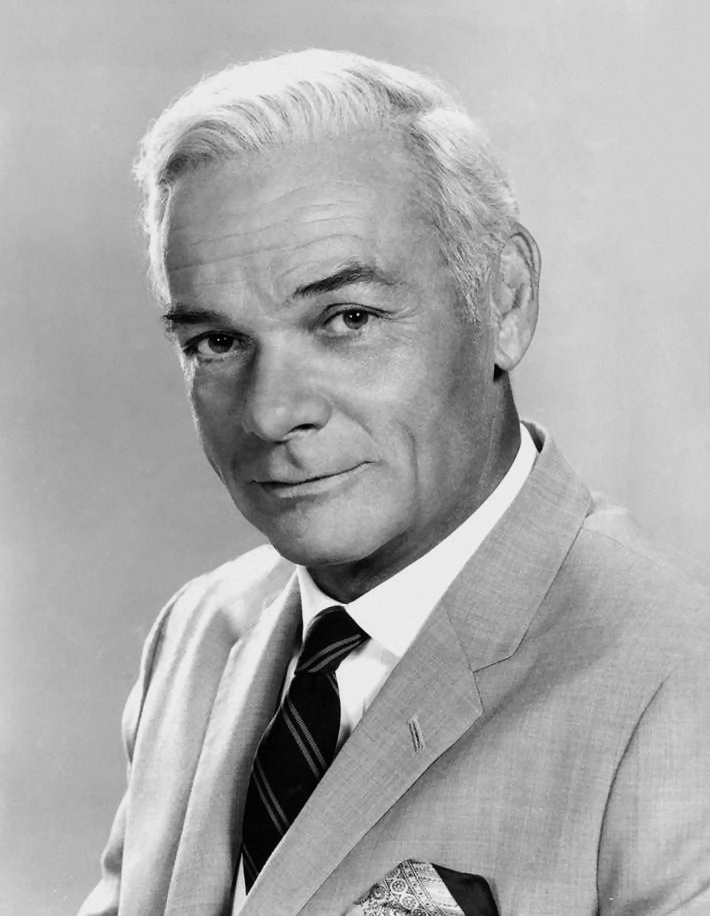

제임스 데일리(James Firman Daly, 영어 발음: /ˈdeɪli/, 1918년 10월 23일 ~ 1978년 7월 3일)는 미국의 배우, 텔레비전 배우, 영화배우, 연극 배우이다.

## 방송
- 닥터 게논

## 영화
- 뿌리 - 그 다음 세대 (1979년)
- 닥터 게논 (1969년)
- 혹성탈출 (1968년) - 닥터 호노리어스 역
- 인베이더 - 시리즈 (1967년)
- 제5전선 (1966년)
- FBI (1965년)
- 도망자 (1963년)
- 젊은 이방인 (1957년)
- 빌리 밋첼의 군사법원 (1955년)
- 디즈니랜드 (1954년)
- 스튜디오 원 (1948년)